# Olivia Podmore
Olivia Rose Podmore (Christchurch,  24 de maio de 1997 – Cambridge, 9 de agosto de 2021) foi uma ciclista profissional de corrida da Nova Zelândia. Ela representou seu país nos Jogos Olímpicos de Verão de 2016 e nos Jogos da Commonwealth de 2018.

## Primeiros anos
Nascida em Christchurch em 24 de maio de 1997, Olivia Podmore é filha de Phil e Nienke Podmore. Ela tem um irmão mais velho, Mitchell. Recebeu sua educação na Middleton Grange School.

## Carreira
Em 2015, Podmore mudou-se para Cambridge para treinar com a equipe nacional de ciclismo. Naquele ano, Podmore ganhou prata no sprint por equipe e bronze no contra-relógio no Junior Track World Championships em Astana.
Podmore participou do evento de sprint da equipe feminina no Campeonato Mundial de Ciclismo em Pista de 2016. Ela também competiu nos Jogos Olímpicos do Rio de 2016, embora ela e sua companheira de equipe Natasha Hansen não tenham avançado da rodada de qualificação no sprint por equipe. Ela caiu fora do evento keirin nos Jogos. Ela também ficou em 23º lugar nas baterias do evento individual de sprint nos Jogos.
Em 2017, Podmore foi o campeão keirin da Nova Zelândia. No Oceania Track Championships daquele ano, Podmore ficou em segundo lugar no evento de contra-relógio de 500 metros, e ficou em segundo ao lado de Emma Cumming no evento de sprint por equipe. Ela competiu pela Nova Zelândia nos Jogos da Commonwealth de 2018 em Gold Coast, Austrália. Ela foi eliminada nas quartas de final da competição individual de sprint, e ficou em sexto lugar no evento keirin nos Jogos. Ela venceu o evento de contra-relógio de 50 metros no Oceania Track Cycling Championships de 2019, e competiu no evento de sprint por equipe no UCI Track Cycling World Championships de 2019. Ela competiu no mesmo evento no Campeonato de 2020.
Podmore atingiu os critérios de qualificação para os atrasados Jogos Olímpicos de Verão de 2020, mas não foi selecionada pelo Comitê Olímpico da Nova Zelândia.

## Morte
Podmore morreu em Cambridge em 9 de agosto de 2021, aos 24 anos. Suspeita-se que a causa mortis seja suicídio, tendo o corpo sido encaminhado ao legista. Horas antes de sua morte, ela postou no Instagram sobre as demandas do esporte de alto desempenho.

## Palmarés em pista

### Jogos Olímpicos
- Rio de Janeiro de 2016
  - 9.º da velocidade por equipas
  - 23.º da velocidade individual
  - eliminada à 1.º volta do keirin

### Campeonato do mundo
- Astana 2015
  -  Medalha de prata da velocidade por equipas juniores
- Londres 2016
  - 10.º da velocidade por equipas

### Copa do mundo
- 2019-2020
  -     - 1.ª da velocidade por equipas a Cambridge (com Natasha Hansen)

### Campeonato Oceânico
| Edição / Prova    | 500 metros | Keirin | Velocidade individual | Velocidade por equipas |
| Cambridge 2017    | Prata      |        |                       | Prata                  |
| Adelaide 2018     | Bronze     | Prata  |                       | Prata                  |
| Invercargill 2019 | Ouro       | Prata  | Prata                 | Prata                  |

### Campeonatos nacionais
- 2017
  -  Campeã da Nova Zelândia do keirin
  - 2.º da velocidade
- 2019
  -  Campeã da Nova Zelândia dos 500 metros
  - 2.º da velocidade

### Outro
- 2018
  - GP Poland (velocidade por equipas)